# Gordon Hodgson (cầu thủ bóng đá, sinh năm 1952)
Gordon Hodgson (13 tháng 10 năm 1952 – tháng 4 năm 1999) là một cầu thủ bóng đá người Anh.
Là một tiền vệ trung tâm, Hodgson bắt đầu sự nghiệp tại câu lạc bộ quê nhà Newcastle United nhưng ít khi được ra sân. Ông chuyển đến Mansfield Town năm 1974 trở thành nhân tố trung tâm, giúp đội bóng thăng hạng Second Division năm 1977. Ông sau đó thi đấu cho Oxford United và Peterborough United.